# Zakes Mokae
Zakes Makgona Mokae (Johannesburg, 5 augustus 1934 – Las Vegas, 11 september 2009) was een Amerikaans toneel- en filmacteur van Zuid-Afrikaanse afkomst.
Hij verhuisde in 1961 naar Groot-Brittannië en in 1969 naar de Verenigde Staten. Hij begon te acteren in de periode toen Athol Fugard opkwam als toneelschrijver. Beiden werkten samen in Fugards eerste internationaal succes, The Blood Knot uit 1961, over twee broers in Zuid-Afrika met dezelfde moeder maar een verschillende vader. Zach (gespeeld door Mokae) was gekleurd en Morris (gespeeld door Fugard) was blank. Later werkte Mokae opnieuw samen met Fugard in een ander internationaal succes, Master Harold... and the Boys, waarvoor Mokae in 1982 een Tony Award als beste mannelijke bijrol kreeg. Het toneelstuk werd verfilmd voor tv in 1985 met Mokae en Matthew Broderick. In 1993 werd Mokae opnieuw genomineerd voor een Tony Award voor beste mannelijke bijrol voor het toneelstuk The Song of Jacob Zulu van Tug Yourgrau.
Zijn belangrijkste films zijn zowel anti-apartheidfilms, zoals A Dry White Season, Cry Freedom en A World of Strangers, als horrorfilms , zoals The Serpent and the Rainbow en Dust Devil. Hij was ook in karakterrollen te zien in verschillende films. Op televisie was hij gastacteur in reeksen als The West Wing, Starsky and Hutch, Danger Man, The X-Files, Oz, Monk en Knight Rider.
Later werkte Mokae als theaterdirecteur voor Amerikaanse gezelschappen, zoals de "Nevada Shakespeare Company". Mokae stierf in september 2009 aan een beroerte.